# Валасте (водоспад)
Водоспад Валасте (ест. Valaste juga) — найбільший водоспад в Естонії (висота — 30,5 метрів). В 1996 р. комісією Академії Наук оголошений природною спадщиною і національним символом Естонії.
Розташований в повіті Іда-Вірумаа неподалік від міста Кохтла-Ярве. Водоспад був створений штучною протокою, організованою для відведення надлишків води з полів. Вода падає з глінта, що складається з пісковику і древніх силурійських вапняків. У холодні зими водоспад замерзає.
Валасте є одним з найпопулярніших і найвідвідуваніших туристами водоспадів Естонії. Для них побудовано оглядову платформу.

## Галерея

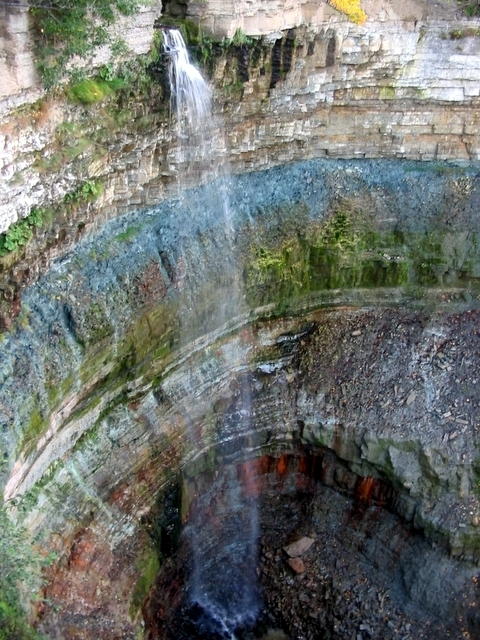
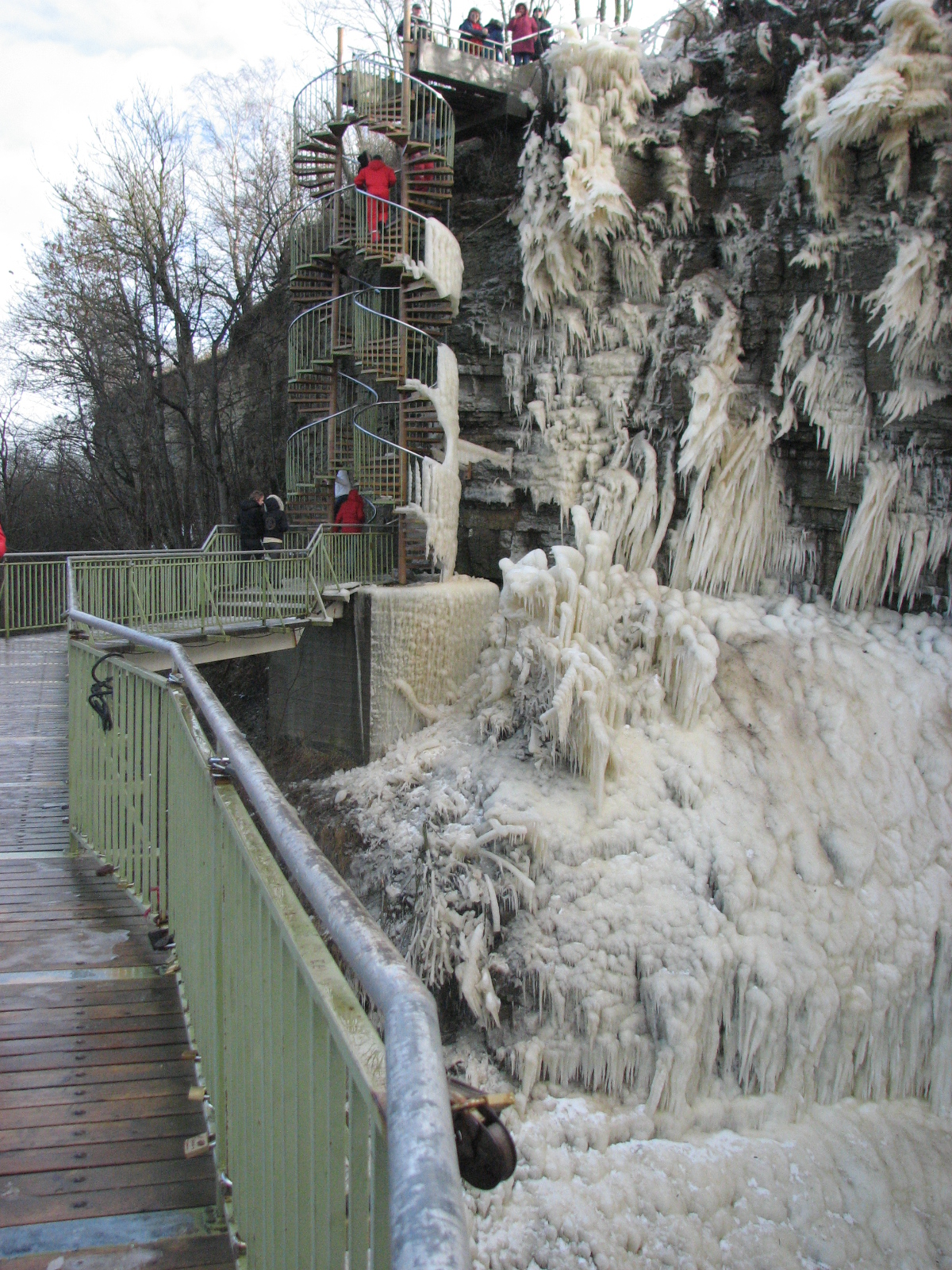
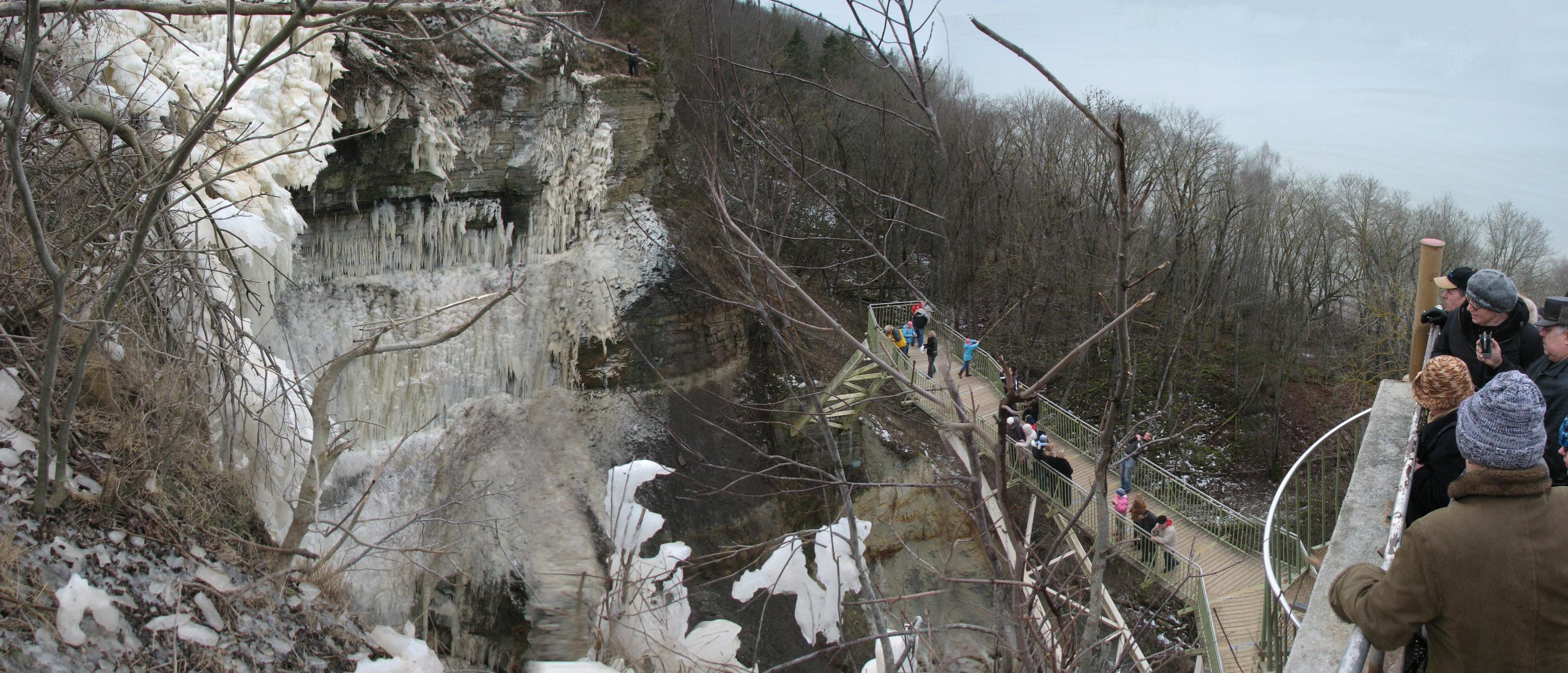
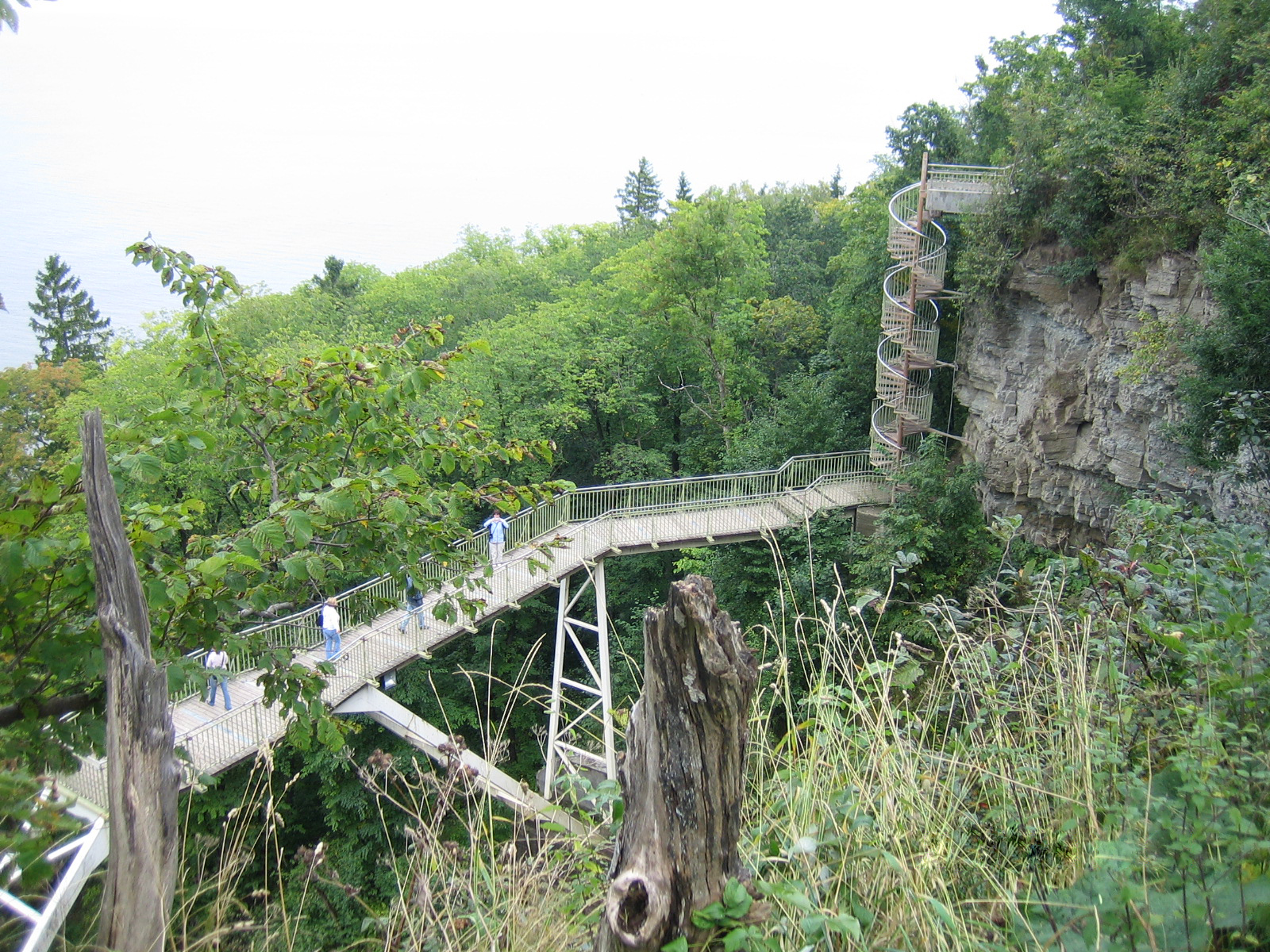
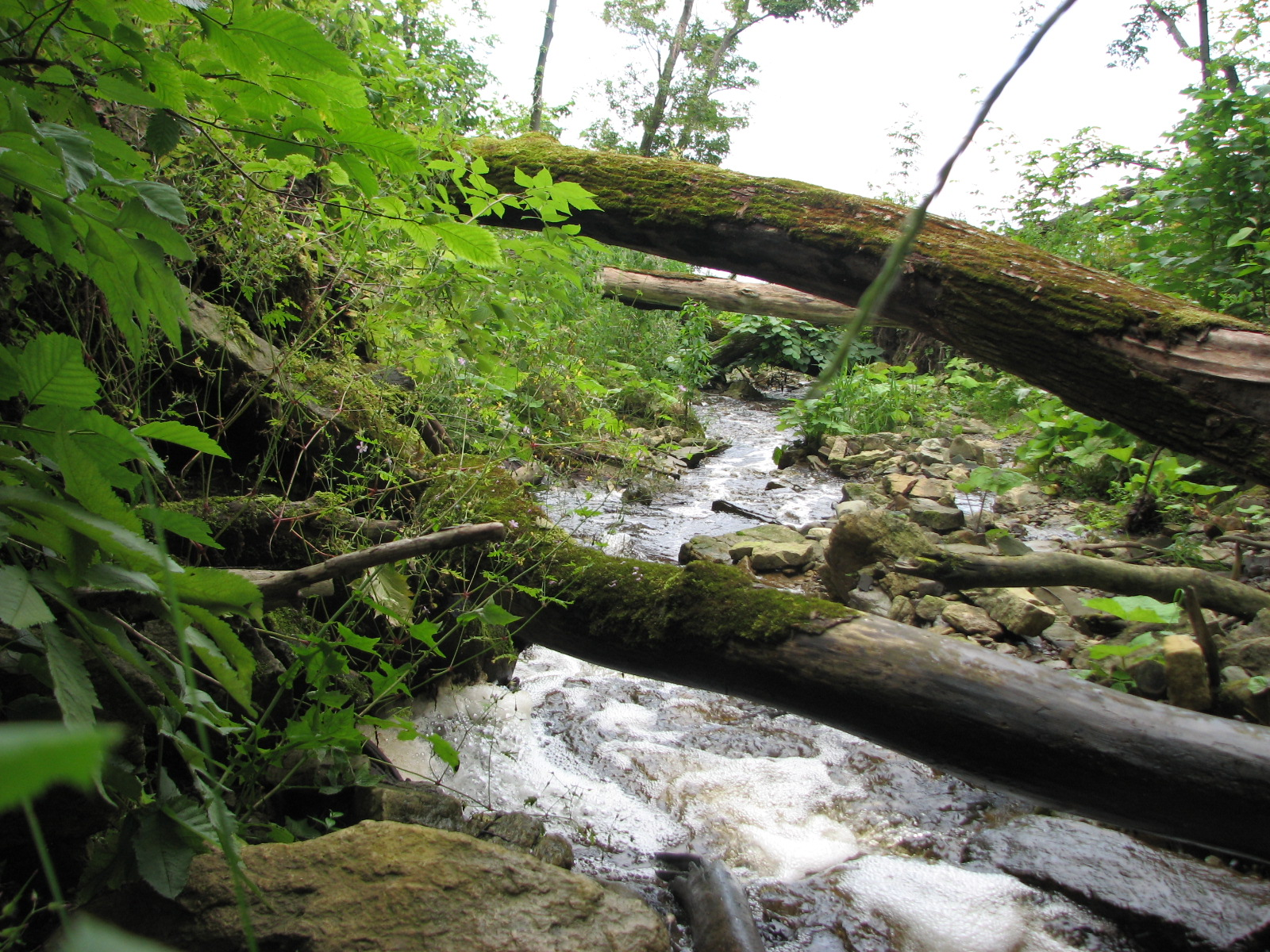
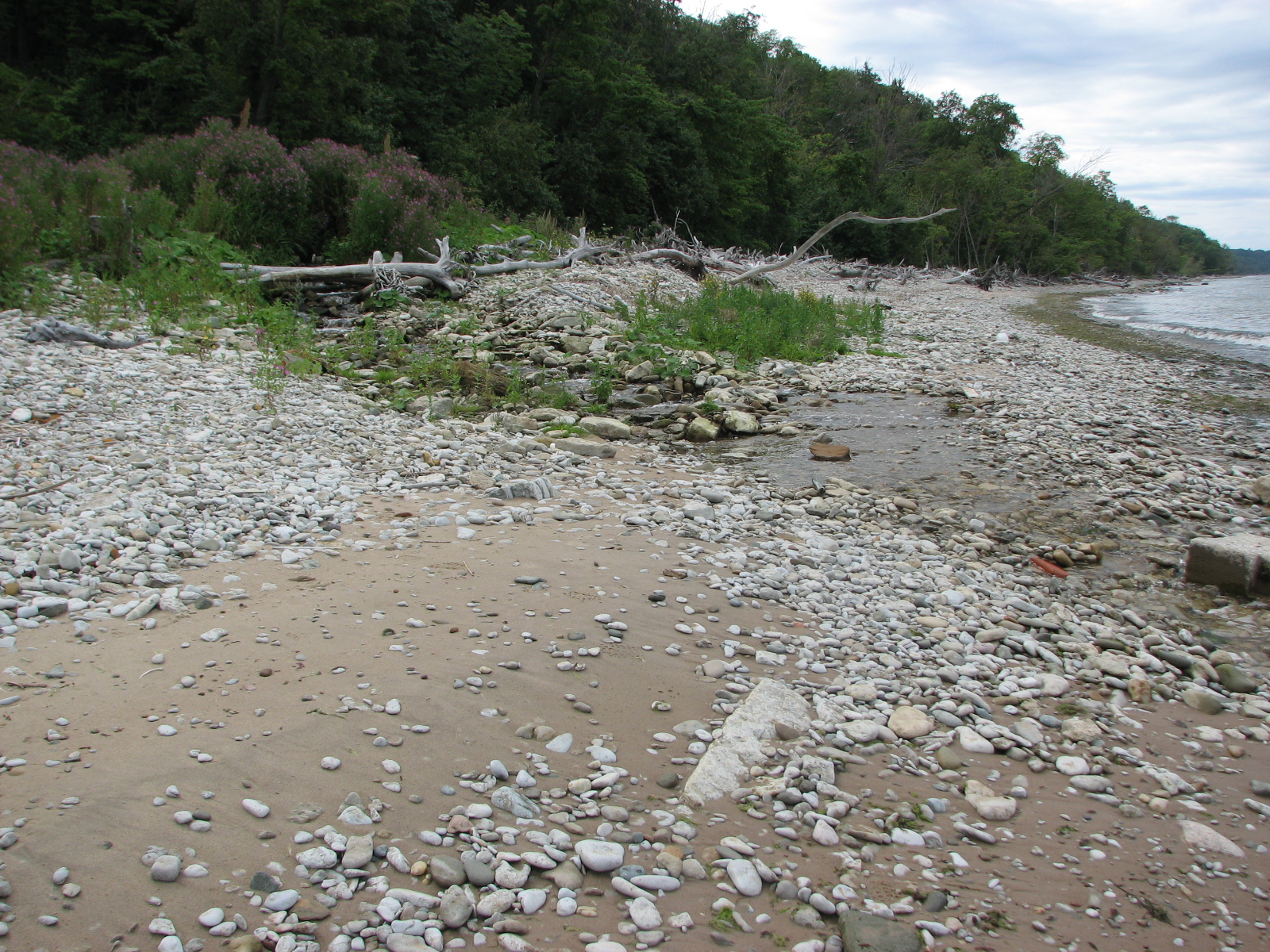